# Archikatedra św. Anny w Caracas
Archikatedra św. Anny w Caracas – kościół katolicki, siedziba Metropolity archidiecezji rzymskokatolickiej w Caracas, znajduje się przy placu Bolivara w Caracas w Wenezueli.

## Historia
Budowę katedry rozpoczęto w 1666 roku na miejscu kościoła z 1641 roku, który został zniszczony przez trzęsienie ziemi. Budowę powierzono mistrzowi i architektowi Juanowi de Medina. Prace zostały ukończone po 10 latach w 1674 roku. Fasadę zaprojektował w 1710 roku Francisco de Andres Meneses, a zbudował majster murarski Leandro Fuenmayor. Wśród obrazów w katedrze znajdziemy dzieła: Juana Pedro Lópeza, José Lorenzo Zurita i Fernando Álvarez Carneiro, Francisco José de Lerma i „niedokończone dzieło” Arturo Michelena zatytułowane Ostatnia Wieczerza.

## Simon Bolivar
W 1783 roku został tu ochrzczony Simón Bolívar. W kaplicy Świętej Trójcy znajdują się szczątki rodziców i żony Bolívara, Marii Teresy del Toro Alaizy. Nagrobek wykonał hiszpański rzeźbiarz Victorio Macho. W 1842 roku, po przewiezieniu zwłok z Kolumbii, został tu pochowany El Libertador – Simón Bolívar i spoczywał do 1876, kiedy został przeniesiony do Panteonu Narodowego.

## Narodowy Pomnik Historyczny
W Domu Kapituły katedry 19 kwietnia 1810 roku radni Caracas ogłosili niezależność od Hiszpanii, pozbawiając władzy gubernatora, co jest uznawane za początek niepodległości Wenezueli. O wydarzeniu tym przypomina pamiątkowa tablica umieszczona na fasadzie katedry. Zgodnie z ustawą opublikowaną w Dzienniku Urzędowym nr 25413 z dnia 23 lipca 1957 roku katedra w Caracas została uznana za Narodowy Pomnik Historyczny.